# Sedetanos
Los sedetanos o sedesquios 'habitantes de Sedeis' (gen. seteskien) en lengua ibera, fueron un pueblo íbero del siglo III a. C. situado en el valle medio del Ebro, en España.
El nombre del pueblo proviene de su capital que se llamaba Sedeis o Sedeisken, que se conoce por inscripciones monetales. Fue la primera en acuñar moneda, y la emitió en gran abundancia. Todavía no ha sido localizada aunque se ha especulado sobre si es Azaila. De hecho, no es seguro que el yacimiento del Cabezo de Alcalá, cercano a Azaila, perteneciera a los sedetanos, porque se desconoce su nombre íbero, pero es bastante probable[cita requerida]. Otras ciudades importantes fueron Kelse (Gelsa, que emitió denarios de plata, por lo que se supone que fue temporalmente la ciudad más importante), Salduie (Zaragoza), Ildukoite (posiblemente Oliete), Bernaba (Azuara), Ebora, Arsi o Damaniu (de localización desconocida, aunque Ptolomeo la sitúa hacia los Monegros). En general, los sedetanos se mantuvieron al sur del Ebro entre los ríos Guadalope y Martín y tenían como vecinos a los suessetanos e ilergetes al norte, los ilercavones al sudeste y los celtíberos al suroeste. Algunos autores consideran a los sedetanos erróneamente como parte de los edetanos, a los que les unían el comercio y la cultura, como lo demuestra la decoración de la cerámica.

## Origen

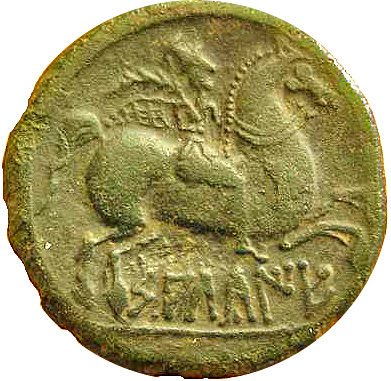
Reverso de un as de Salduie. El nombre de la ciudad aparece en la inscripción íbera.

Pueblos prerromanos de la península ibérica.

Se trata de un pueblo indoeuropeo[cita requerida], de base hallstática centroeuropea[cita requerida] emparentado con los ilercavones, ilergetes y edetanos. Llegaron a la península ibérica por la costa de Levante, en la zona de la actual Valencia, desde donde fueron migrando hacia el valle medio del Ebro[cita requerida], al sur del cual se asentaron teniendo como límite norte precisamente el enclave donde se sitúa Salduie.
Hablaron una lengua indoeuropea, de carácter celtíbero[cita requerida], en la que está escrito hacia el 70 a. C. el Bronce de Botorrita. En este siglo I a. C. la cultura material de los sedetanos es celtíbera[cita requerida], aunque ya intensamente romanizada. De hecho, todo indica que mantuvieron una relación de colaboración con los romanos, que convertirían a la sedetania en el centro romanizador de toda la región. Sobre una de sus ciudades más importantes, Salduie, fundaron los nuevos colonos Caesaraugusta, abandonando poco después, debido a la pujanza de la nueva ciudad mixta romano-sedetana, su anterior urbe principal en la zona: Celsa.

## Economía
La base económica será la explotación de las tierras con una producción cerealista, sin despreciar la ganadería. Se va a cultivar cebada, centeno, mijo y avena. Guardaban los cereales en silos, tapados con una capa de barro y piedras. Se utilizaban también para guardar otros víveres. Consumían la vid y el aceite por las ánforas que se han encontrado. También guardaban ahí los frutos. El vino lo importarán de la zona de Campania (ánforas greco-latinas).
Gran papel de la ganadería con bóvidos, cabras y caballos. Encontramos además animales de caza en los dibujos de las cerámicas. Poseían una fuerte industria textil de lana y lino. Los vestidos son conocidos a través asimismo de la cerámica. Hay pocos restos de metalurgia.

## Numismática
En numismática la acuñación de plata está relacionada con Roma y la guerra. Las monedas de plata les servían para pagar a las tropas y los impuestos romanos, mientras que las de bronce para intercambios entre ciudades. Los sedetanos emitieron moneda con características comunes: una cabeza imberbe con tres delfines de un lado, y un jinete con palma del otro.

## Religión
Desconocida pero tenemos un monumento donde aparece el nombre de una divinidad, Neitin, asociada a Marte. En algunos vasos vemos a un personaje con arado identificado al dios masculino Georgos[cita requerida] que dominaba el panteón ibero[cita requerida]. Sería un dios celeste de la fecundación[cita requerida]. A veces es representado con atributos guerreros. Se han encontrado también diversas terracotas que aluden a la diosa madre en relación con Deméter[cita requerida].
En cuanto al mundo funerario dominaba la incineración que pasa por unas fases: exposición en la vivienda, transporte hasta el lugar de incineración, cremación y recogida de restos junto al ajuar. Para señalizarlos hay estelas, de diversos tipos: I con representaciones de jinetes con lanza o escudo, II con epigrafía de letras ibéricas y III anepigráficas y sin iconografía. El caballo se da mucho como símbolo de heroización e inmortalidad, sirve para transportar al difunto al más allá.

## Romanización
De romanización temprana, es posible que los sedetanos fuesen favorecidos por los romanos tras la segunda guerra púnica. Muchos sedetanos se alistaron en el ejército romano e intervinieron en las guerras itálicas y romanas como lo demuestra el Bronce de Ascoli.